# Rodriguez (Rizal)
Rodriguez is een gemeente in de Filipijnse provincie Rizal op het eiland Luzon. Bij de laatste census in 2010 telde de gemeente bijna 281 duizend inwoners.

## Geografie

### Bestuurlijke indeling
Rodriguez is onderverdeeld in de volgende 11 barangays:
| - Balite - Burgos - Geronimo - Macabud - Manggahan - Mascap | - Puray - Rosario - San Isidro - San Jose - San Rafael |

## Demografie
Rodriguez had bij de census van 2010 een inwoneraantal van 280.904 mensen. Dit waren 57.310 mensen (25,6%) meer dan bij de vorige census van 2007. Ten opzichte van de census van 2000 was het aantal inwoners gegroeid met 165.737 mensen (143,9%). De gemiddelde jaarlijkse groei in die periode kwam daarmee uit op 9,33%, hetgeen hoger was dan het landelijk jaarlijks gemiddelde over deze periode (1,90%).

De bevolkingsdichtheid van Rodriguez was ten tijde van de laatste census, met 280.904 inwoners op 172,65 km², 1627 mensen per km².

## Bestuur en politiek
Zoals in alle gemeenten in de Filipijnen is de burgemeester de belangrijkste bestuurder. Burgemeesters worden sinds 1988 elke drie jaar gekozen en staan aan het hoofd van het gemeentelijke bestuur en de uitvoerende organen. De huidige burgemeester van de stad, Cecilio Hernandez is tijdens de verkiezingen van 2013 voor een tweede termijn van drie jaar herkozen. De viceburgemeester, momenteel Jonas Cruz, is voorzitter van de stadsraad. 
Lijst van burgemeesters van Rodriguez/Montalbano sinds 1909
| - 1909 – 1916 Eulogio Rodriguez - 1916 – 1919 Eusebio Manuel - 1919 – 1928 Gregorio Bautista - 1928 – 1932 Jose Rodriguez - 1932 – 1936 Roman Reyes - 1936 – 1940 Jacinto Bautista - 1941 – 1943 Francisco Rodriguez - 1943 – 1944 Federico San Juan - 1945 – 1945 Gavino Cruz - 1946 – 1947 Catalino Bautista - 1947 – 1947 Macario Bautista | - 1948 – 1959 Benigno Liamzon - 1950 – 1950 Guillermo Cruz sr. - 1960 – 1984 Teodoro Rodriguez - 1984 – 1987 Pablo Adriano - 1988 – 1993 Angelito Manuel - 1993 – 1995 Ernesto Villanuev - 1995 – 1998 Pedro Cuerpo - 1998 – 2001 Rafaelito San Diego - 2001 – 2010 Pedro Cuerpo - 2010 – 2016 Cecilio Hernandez |

## Geboren in Rodriguez
- Eulogio Rodriguez (21 januari 1883), politicus en ondernemer (overleden 1964).